# 丁嘴镇
丁嘴镇，是中华人民共和国江苏省宿迁市宿豫区下辖的一个乡镇级行政单位。

## 行政区划
丁嘴镇下辖以下地区：
丁嘴社区、继先社区、继章村、张新庄村、德高村、周下村、丁长庄村、莫庄村、储嘴村、倪牌坊村、登山村、岔河村、苗冲村和丁庄村。